# Curling
Curling (pronunțat în română /kắrling/ sau /kárling/, după pronunția din engleză /[kərlɪŋ]/ sau /[kɜː(r)lɪŋ]/) este un joc sportiv pe echipe, practicat pe o suprafață de gheață. Concurenții a două echipe lansează pe rând pe gheață pietre speciale din granit în direcția țintei, numită „house” (casă). Jocul se trage din Scoția, din prima jumătate a secolului al XVI-lea, când se juca pe iazuri înghețate utilizând pietre simple.

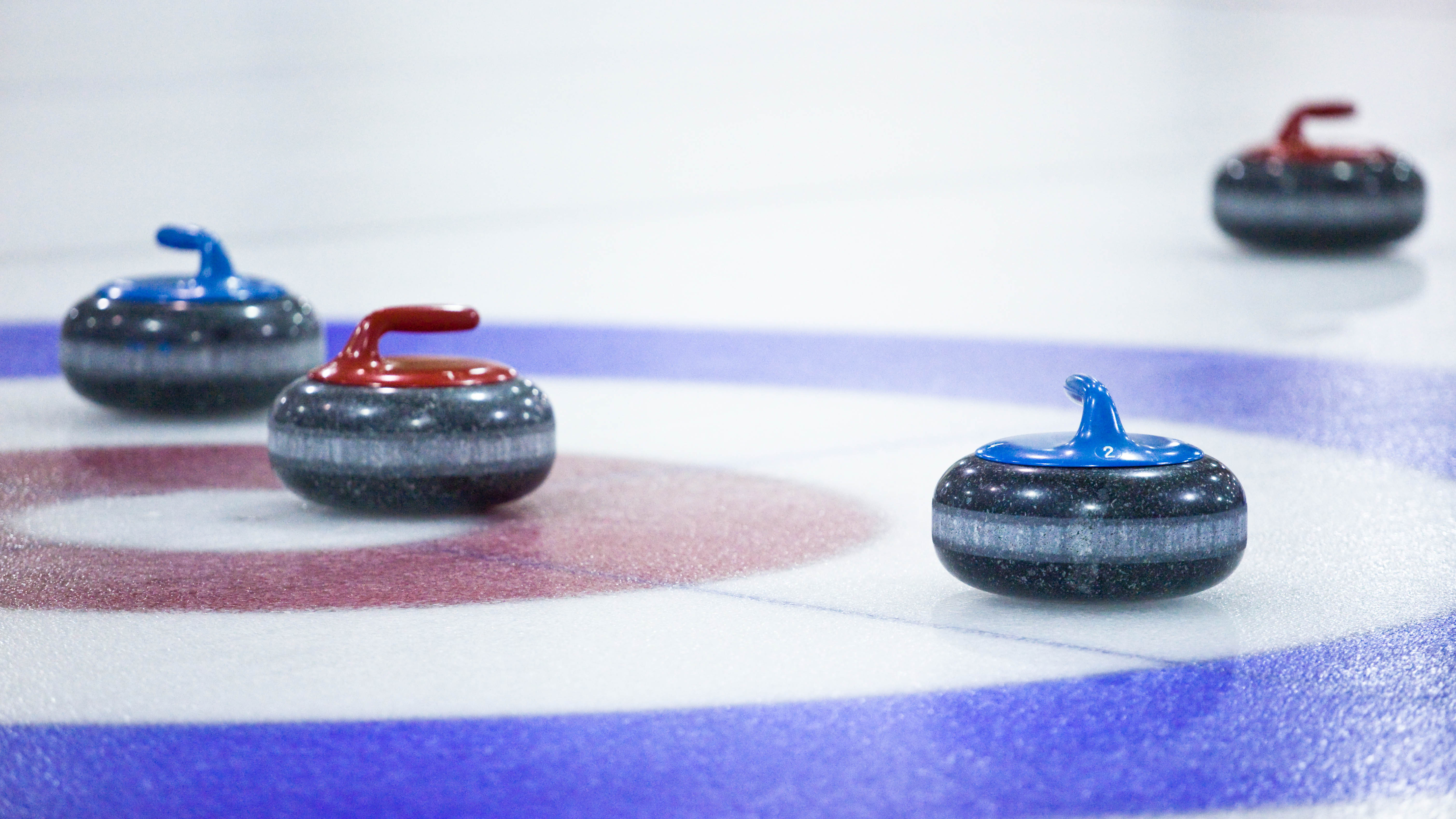
Pietre de curling

## Istorie
Prima dovadă palpabilă despre practicarea curlingului o reprezintă faimoasa Stirling Stone, o piatră de joc având gravat anul 1511.
Secvențe din acest sport au fost observate și în picturile artistului Pieter Bruegel.
Câteva modificări importante în ceea ce privește pietrele de joc s-au făcut în secolul al XVIII-lea, tot în această perioadă jocul devenind foarte popular și în America de Nord, unde a fost introdus de către emigranți.
În concordanță cu spiritul anglo-saxon, curling-ul a fost mereu caracterizat de spiritul de fair-play, de eleganță și de control.
Pasionații de curling au simțit ulterior nevoia de a se organiza în cluburi: astfel, primul club oficial, Curlers of Kilsit a fost fondat în 1716, la Stirlingshire.
Crearea în 1838 a Royal Caledonian Club a însemnat și standardizarea regulilor de joc și a echipamentului folosit.
Ulterior, în 1957, în Scoția, a fost manifestat pentru prima dată interesul pentru crearea unei federații internaționale.
Au urmat o serie de cluburi importante înființate în SUA, Elveția, Franța, Germania, în perioada 1961-1967.
Primele olimpiade la care curling-ul a fost inclus pe lista sporturilor au fost cele de la Chamonix (1924) și Lake Placid (1932). După acestea, timp de 50 ani, sportul nu s-a mai aflat între disciplinele olimpice. A apărut din nou ca disciplină demonstrativă la Calgary în 1988.
Ca disciplina olimpică, a fost repus în drepturi la Nagano în 1998, an în care învingătorii au fost echipele naționale ale Elveției (masc.) și Canadei (fem.). Peste 4 ani, la Salt Lake City au câștigat norvegienii la masculin și britanicele la feminin.

## Echipament

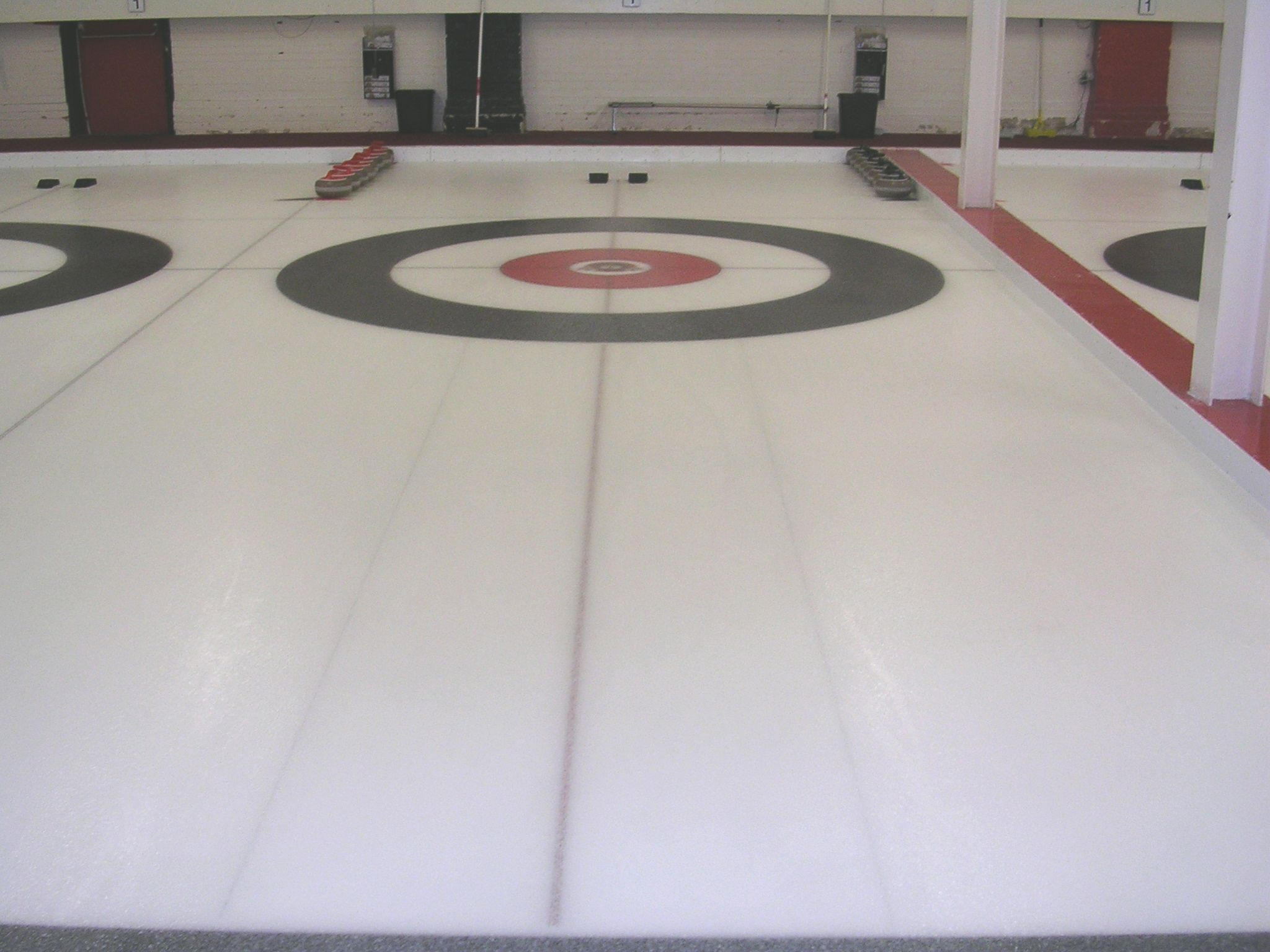
Suprafața de joc pentru curling

### Suprafața
Definită de Federația Mondială de Curling în ”Regulile Curlinguli”, arena de joc pentru curling este o suprafață de gheață, pregătită cu atenție pentru a fi la fel cât mai plat posibil și de același nivelul, având o lungime de 45 până la 46 de metri și o lățime de 4,4 până la 5 metri. Datorita formei alungite, mai multe piste pot fi prevăzute una lângă alta în aceeași arenă, fapt care permite a se desfășura mai multe jocuri alături simultan.
Ținta, numită house (casă), este marcată la fiecare capăt al pistei. Casa constă din trei cercuri concentrice formată prin vopsire sau suprapunerea unui strat de vinil colorat sub gheață. Cercurile sunt definite prin diametrele lor, fiind de 4, 8, și 12 picioare în diametru respectiv. Cercurile au scop de ajutor vizual pentru a determina care piatră e mai aproape de centru; și ele nu au efect asupra punctajului, dar piatra trebuie minim să se atingă de cercul exterior sau ea nu va puncta (see Scoring below).

A curling sheet, with dimensions - CL: Centreline • HOL: Hogline • TL: Teeline • BL: Backline • HA: Hackline with Hacks • FGZ: Free Guard Zone

Gheața poate fi naturală, dar de obicei este îngheațată cu un sitem de refrigerare. Suprafața gheței este menținută la o temperatură în jur de -5 °C.

### Piatra de curling

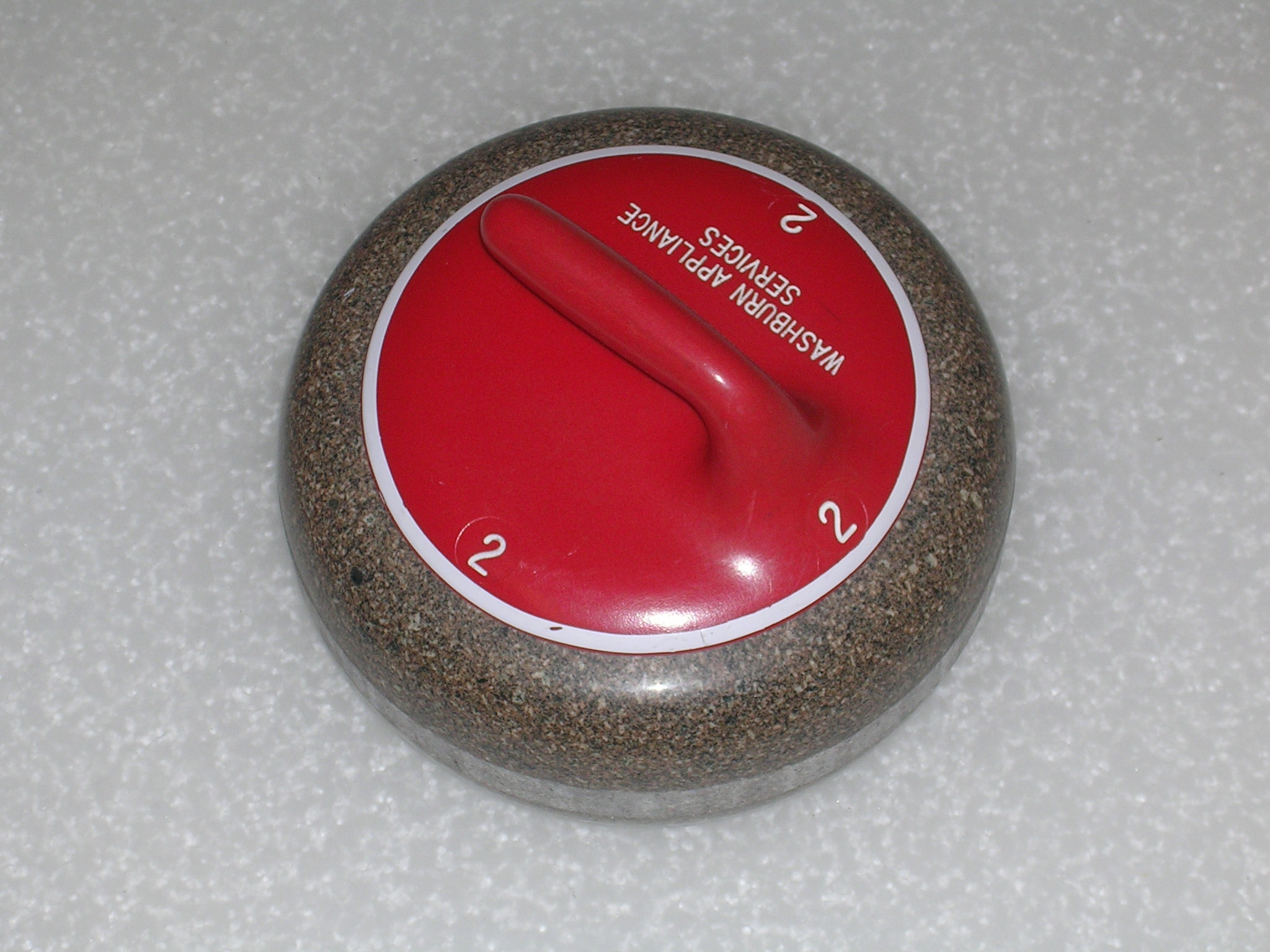
Piatra de curling este făcută din granit

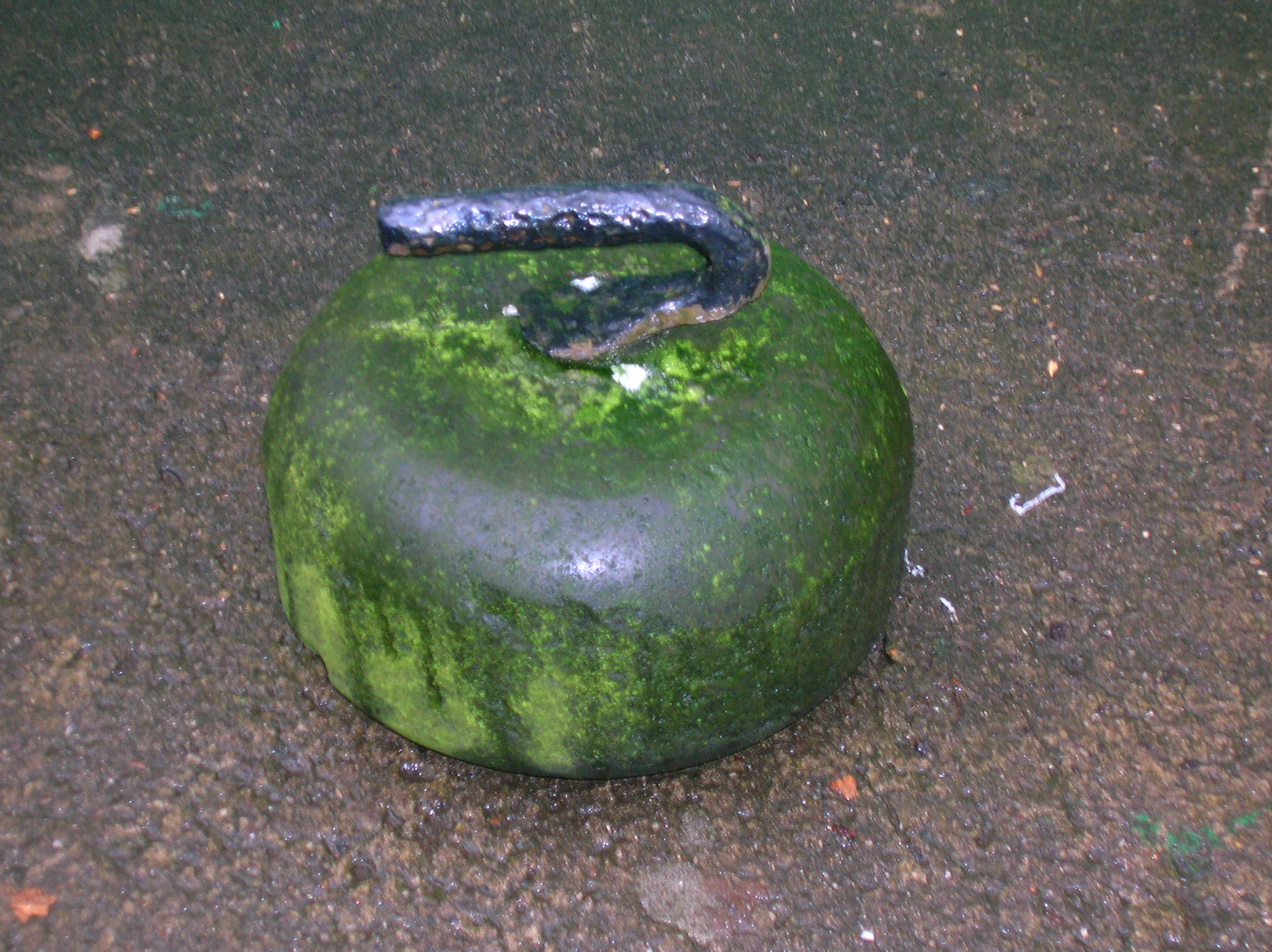
Piatră de curling de stil vechi

Piatra de curling (în engleză stone sau rock în America de Nord) este făcută din granit și este specificată de Federația Mondială de Curling în regulament. Ea trebuie să aibă o greutate între 38 și 44 pounzi (17 și 20 kg) la o circumferință maximumă de 36 inches (910 mm) și o înălțime minimă de 4,5 inches (110 mm).
Granitul pentru pietre este obținut doar din două locuri de pe pământ: Ailsa Craig, o insulă a coastei Ayrshire din Scoția, și Cariera de Granit Trefor din Țara Galilor.

### Mătura de curling

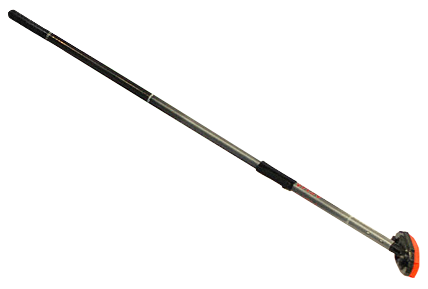
Mătura de curling

Mătura sau peria de curling, este utilizată pentru a mătura suprafața gheții din calea pietrei.

### Ghetele

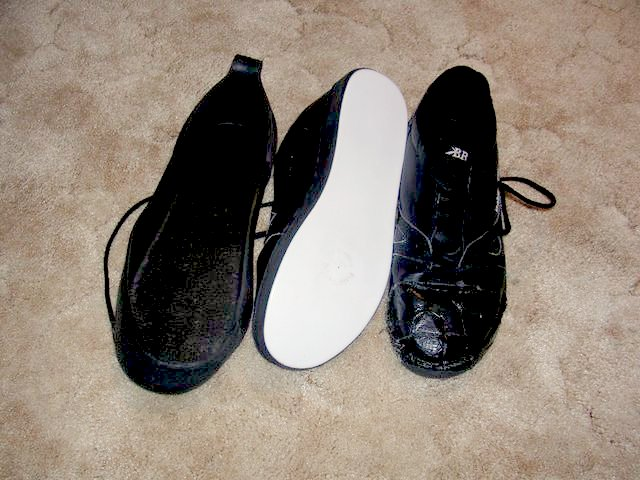
Ghetele de curling

Ghetele de curling sunt similare oricăror ghete atletice doar că au tălpi diferite.

### Alt echipament
Alt echipament pentru curling include:
- Pantaloni de curling
- Mănuși de curling
- Cronometru

## Regulament

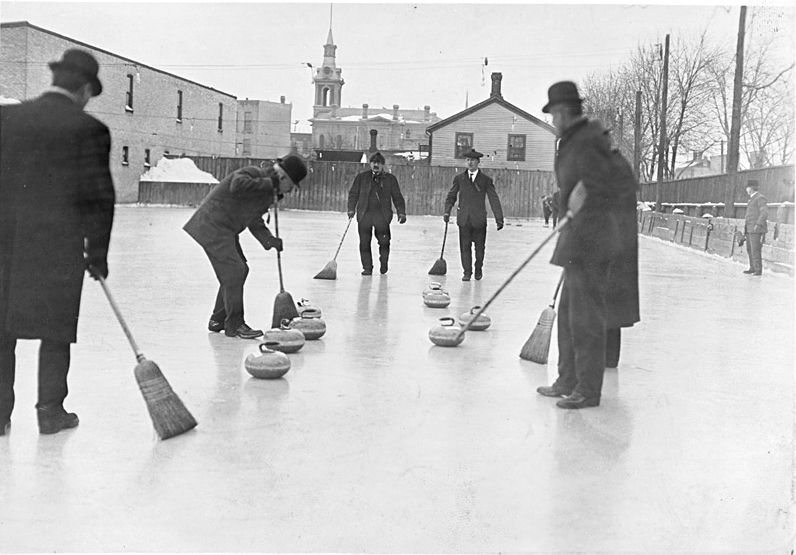
Curling la Ontario, 1909

Curling-ul este un sport de echipă, care se desfășoară pe o pistă înghețată, conceptul fiind similar cu cel de la bowls.
Asadar, scopul jocului este de a pune în mișcare blocuri de piatra de 19,96 kg, prevăzute cu mâner, și de a le direcționa cât mai aproape de centrul țintei desenate pe gheață, denumita casa (house).
Fiecare echipă este compusă din 4 jucători. Liderul este cel care execută prima lovitură, secundul este specializat în eliminarea pietrelor adversarilor aflate pe pistă, cel de-al treilea este cel care își asumă "mișcările înșelătoare", în timp ce al patrulea echipier (the skip) este și cel mai experimentat, care stabilește tactica, își avertizează coechipierii la fiecare lovitură și care execută ultima lansare.
Lansările pietrelor se efectuează cu respectarea liniilor și marcajelor trasate cu acest scop.

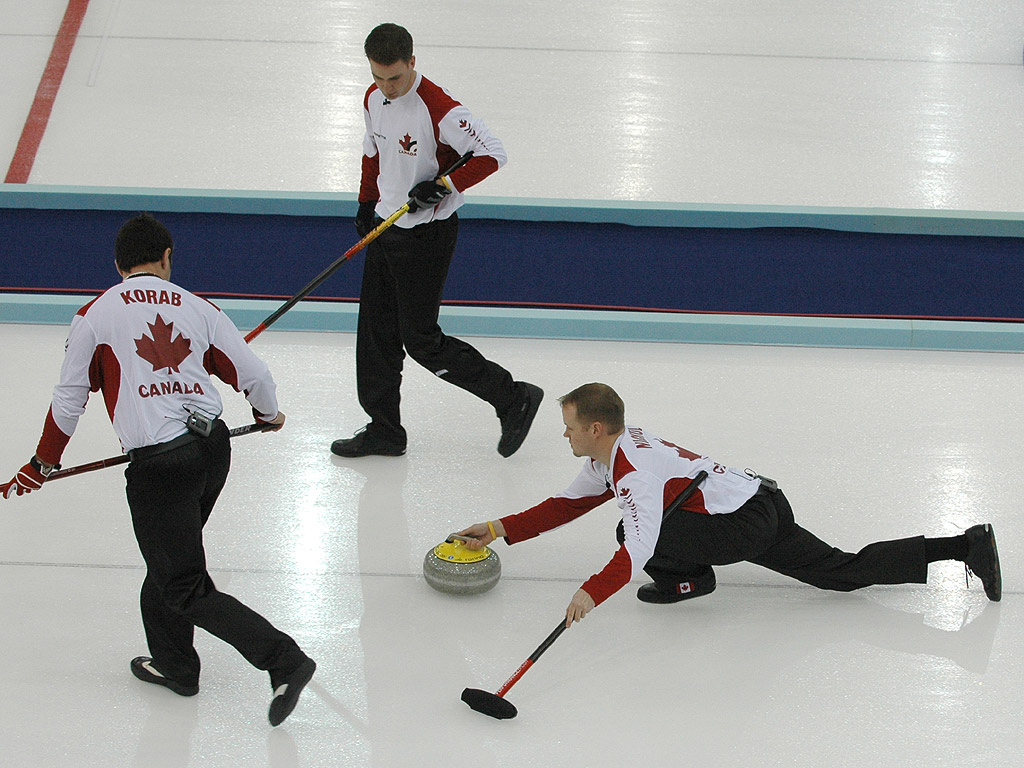
Curling la Torino, 2006

Primele patru pietre sunt lansate de către cei doi lideri de echipă, urmate de alte 4 lansări ale secunzilor, apoi încă 4 ale celui de-al treilea echipier din fiecare echipă, pentru ca jocul să se încheie cu 4 lansări efectuate de către cei 2 skiperi.
După fiecare lansare, intră în acțiune 2 jucători (sweepers) ai echipei care face lansarea. Aceștia, cu ajutorul unei mături din material sintetic sau din păr de cal, pot ajuta piatra lansată să alunece mai repede, ștergând porțiunea de pistă aflată în fața pietrei.

Odată ce piatra trece de centrul casei, pot intra pe pistă sweeperii adverși, care prin aceleași mișcări de ștergere a gheții din fața pietrei, pot determina piatra să iasă din casă.
Exact ca la bowls, o piatră poate să lovească o piatră adversă, pentru a o scoate din aria de joc. Așadar, o echipă poate, la cererea căpitanului de echipă, să plaseze piatra în casă, acțiune denumita "draw", sau poate să lovească o piatră adversă pentru a o scoate din joc.
Aceste decizii sunt luate în funcție de strategia de joc, aleasă după diferitele situații care pot să apară pe timpul jocului.
Punctele sunt acordate echipei care are una sau mai multe pietre mai apropiate de centrul casei, la sfârșitul tuturor lansărilor. În acest fel, la sfârșitul unui joc, numai una dintre echipe poate puncta. Se desfășoară 10 manșe, scorul final fiind determinat prin cumularea scorurilor fiecărei manșe. Dacă scorul este egal, se desfășoară o extra-manșă, pentru departajare.